# Брастофф, Саша

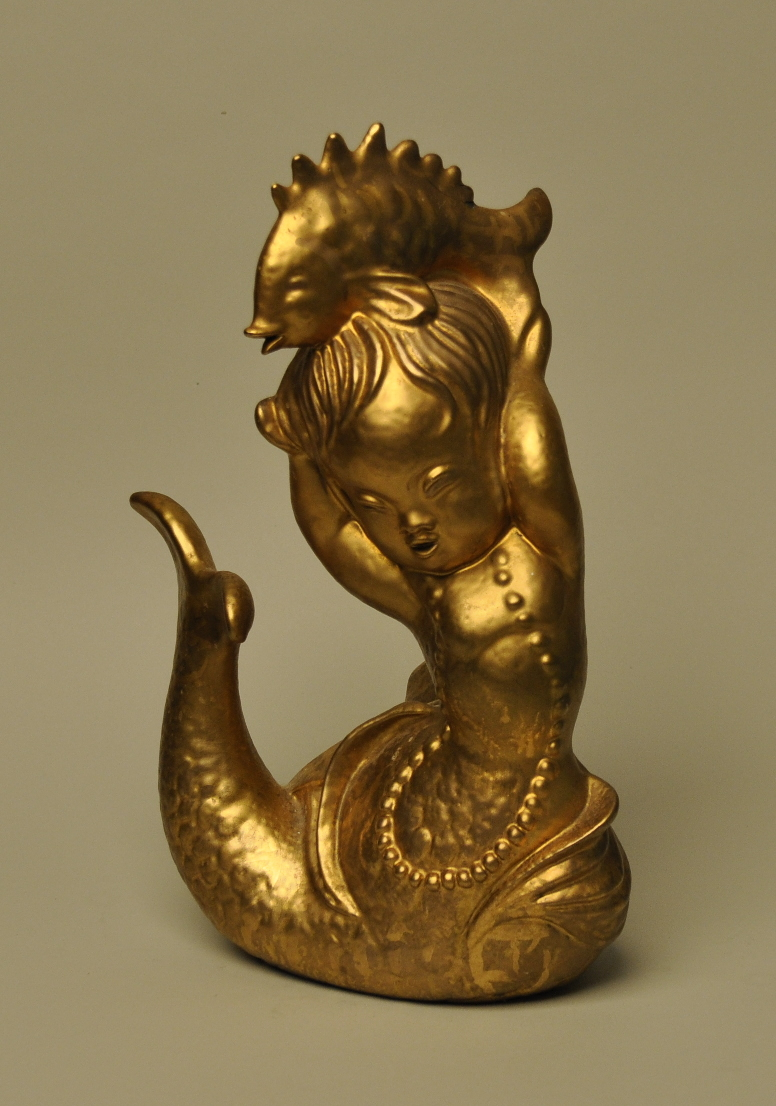
Русалка, вылепленная Сашей Брастофф.

Саша Брастофф (англ. Sascha Brastoff, 23 октября 1918 — 4 февраля 1993, Лос-Анджелес, Калифорния) — американский дизайнер, владевший керамической студией.
Он работал в районе Лос-Анджелеса с 1947 по 1963 год, после чего покинул свою компанию из-за плохого здоровья.
Керамическая фабрика Саши Брастофф, спроектированная архитекторами А. Куинси Джонсом и Фредериком Эрлом Эммонсом, располагалась по адресу 11520 West Olympic Boulevard в западном Лос-Анджелесе.
Брастофф был давним романтическим партнёром голливудского художника по костюмам Говарда Шупа.